# Nemanjina
Ne doit pas être confondu avec Nemanjina (Zemun).
Nemanjina (en serbe cyrillique : Немањина) est une rue de Belgrade, la capitale de la Serbie, située dans la municipalité urbaine de Savski venac. Elle est ainsi nommée en l'honneur de Stefan Nemanja qui a gouverné l'État médiéval serbe à la fin du XIIe siècle.
Après la construction de la gare principale de Belgrade, en 1884, la rue est devenue un important nœud de communication de la ville de Belgrade.

## Parcours
La rue Nemanja commence à la place de Slavija, l'un des nœuds de communication les plus importants de la capitale serbe. Elle se dirige en direction du nord-ouest et croise les rues Kralja Milutina et Svetozara Markovića ; elle longe ensuite, sur sa droite, le parc du Manège (en serbe : Manjež) puis croise les rues Resavska et Kneza Miloša. Elle rencontre ensuite les rues Hajduk Veljkov venac (à gauche) et Balkanska (à droite). La rue atteint ensuite le Savski trg (la « Place de la Save ») où se trouve la gare principale de Belgrade.

## Institutions

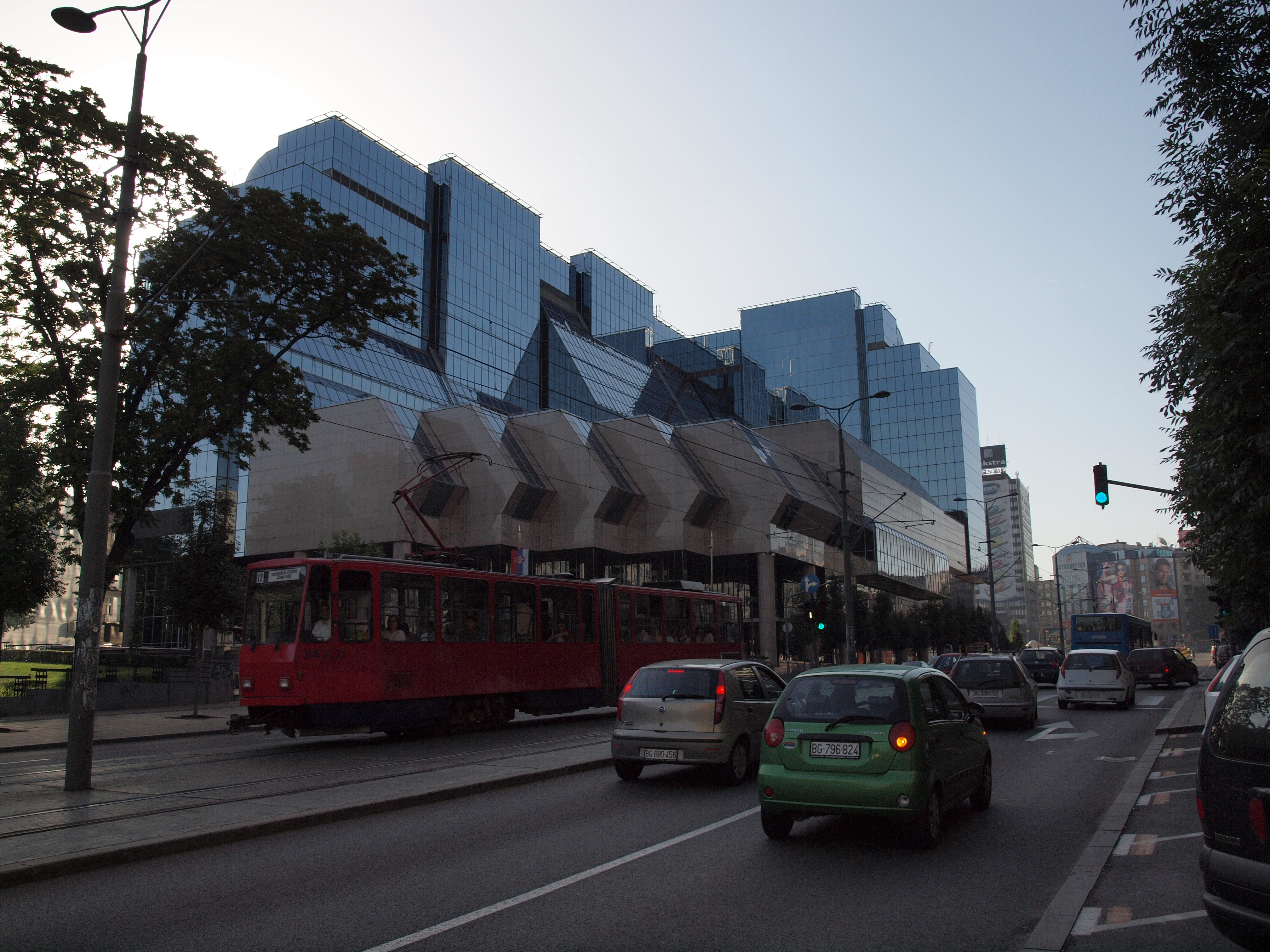
La rue Nemanjina, avec la Banque nationale de Serbie

Le bâtiment du gouvernement de la Serbie est situé dans la rue, au n° 11 ; c'est en face de ce bâtiment que le premier ministre serbe Zoran Đinđić a été assassiné le 12 mars 2003. Le ministère de la Justice est situé aux n°22-26, ainsi que le ministère de l'Éducation et de la Science, le ministère du Travail et de la Politique sociale, le ministère de la Santé, tous situés à la même adresse. Comme le gouvernement, le ministère de l'Environnement, de l'Aménagement du territoire et des Mines est installé au n° 11 de la rue.
Le Bureau pour l'intégration européenne (en serbe : Kаncelаrijа za evropske integrаcije), créé en 2004, est situé au n° 34.
La Cour constitutionnelle de la république de Serbie (en serbe : Ustavni sud Republike Srbije) est située au n° 26 ; elle a été créée en 1963. Le Tribunal administratif de Serbie (Upravni sud Srbije) se trouve au n° 9.
Le nouveau bâtiment de la Banque nationale de Serbie est situé au n° 17 de la rue.

## Culture
Le Musée ferroviaire (en serbe : Železnički muzej) est situé au n° 6 de la rue ; il a été créé en 1950.

Le Musée ferroviaire

Le centre culturel Akademija 28, qui abrite notamment un cinéma et un théâtre, est situé au n° 28, tout comme la galerie d'art Crnjanski. Au même numéro se trouve aussi l'Académie des Beaux-Arts de l'Université Alpha, un établissement d'enseignement privé. Au n° 4 se trouve le siège de la Fondation Balkankult, qui a comme but d'étudier et de préserver le folklore des Balkans.

## Économie
La société de transport Feršped, créée en 1972, a son siège social au n° 6 de la rue.
Le centre commercial Futura est situé au n° 40 ; un supermarché Mini Maxi est situé au n° 42. L'Hôtel Beli Grad se trouve également à cette adresse.

## Autres
L'Hôpital Saint-Sava, spécialisé dans les maladies cardio-vasculaires, est situé au n° 2 de la rue ; la pharmacie Apoteka Sveti Sava, qui fait partie du réseau Apoteka Beograd, est située à la même adresse ; la chapelle hospitalière Saint-Luc (n° 2A) dépend de l'hôpital.

## Transports

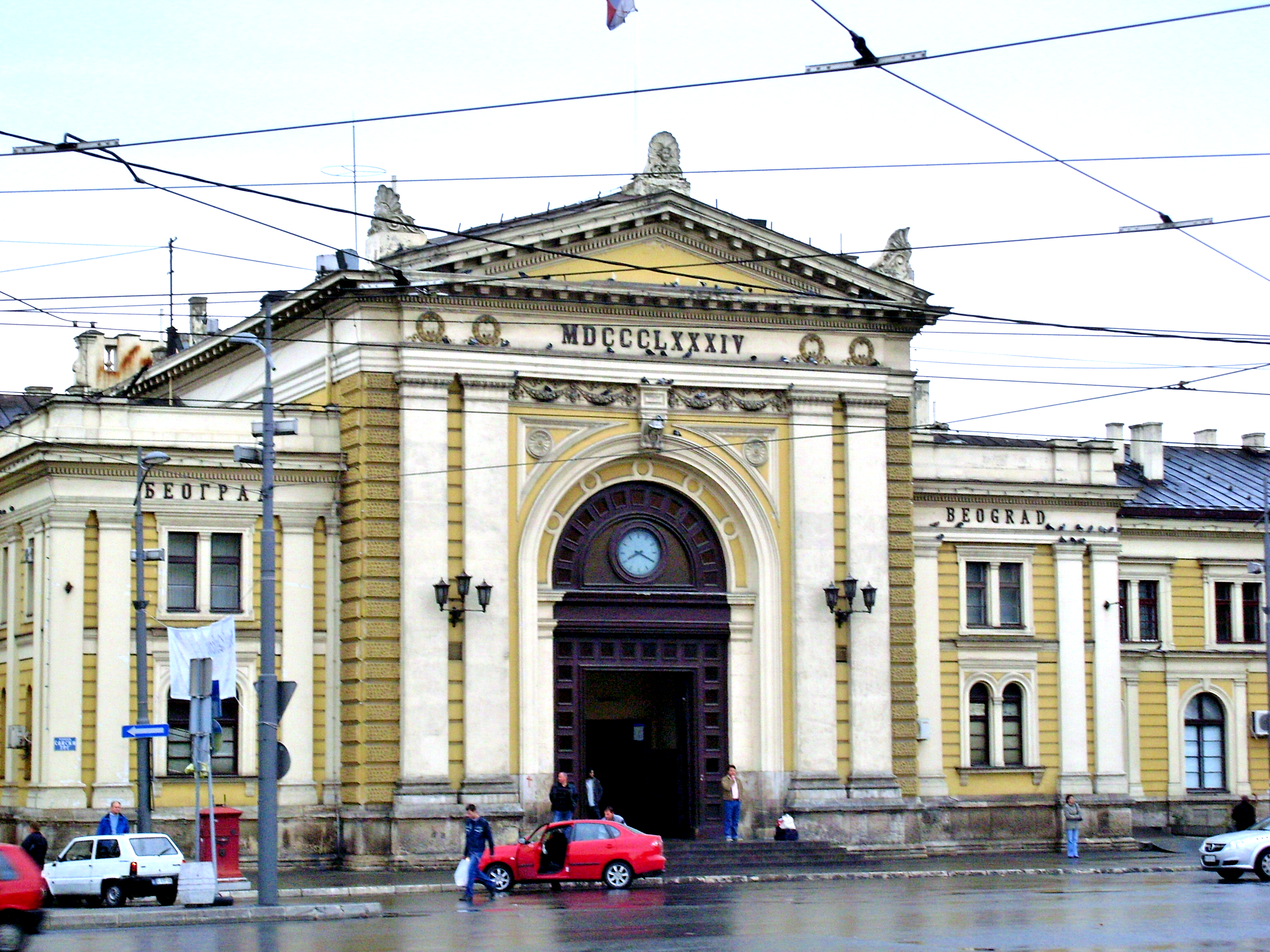
La gare principale de Belgrade

La rue Nemanjina est desservie par la société GSP Beograd, notamment par les lignes d'autobus 52 (Zeleni venac – Cerak Vinogradi), 53 (Zeleni venac – Vidikovac), 56 (Zeleni venac – Petlovo brdo), 56L (Zeleni venac – Čukarička Padina), 74 (Omladinski stadion – Bežanijska kosa), 78 (Banjica II – Zemun Novi Grad) et 83 (Crveni krst – Zemun Bačka) ; la ligne de minibus E1 (Ustanička – Blok 45) dessert aussi la rue. La ligne de tramway 2 (Pristanište – Vukov spomenik – Pristanište) passe par Nemanjina.
La société des Chemins de fer de Serbie (en serbe cyrillique : Железнице Србије ; en serbe latin : Železnice Srbije) a son siège au n° 6 de la rue ; Beovoz, le réseau régional de transport public de Belgrade, a également son siège au n° 6 ; la compagnie est gérée par les Chemins de fer de Serbie. La gare principale de Belgrade (en serbe : Glavna železnička stanica Beograd) se trouve juste dans le prolongement de la rue Nemanjina, au 2 Savski trg.